# Берлен
Берлен (фр. Berling) насеље је и општина у североисточној Француској у региону Лорена, у департману Мозел која припада префектури Сарбур.
По подацима из 2011. године у општини је живело 290 становника, а густина насељености је износила 92,06 становника/km². Општина се простире на површини од 3,15 km². Налази се на средњој надморској висини од 200 метара (максималној 308 m, а минималној 220 m).

## Демографија
| 1962. | 1968. | 1975. | 1982. | 1990. | 1999. | 2011. |
| ----- | ----- | ----- | ----- | ----- | ----- | ----- |
| 190   | 215   | 238   | 246   | 243   | 249   | 290   |

График промене броја становника у току последњих година